# Refluimento
Il refluimento laterale o rifluimento laterale è un fenomeno che interessa i terreni sciolti e incoerenti quando sono soggetti a carichi applicati su superfici ristrette.
Il refluimento consiste nello scorrimento di particelle di terreno sottostante la zona di carico verso l'esterno di questa.
Pertanto poiché la terra che si trova ai bordi della superficie rifluisce più facilmente verso l'esterno, il carico agente viene sopportato quasi esclusivamente da un nucleo centrale di terreno.
Tale fenomeno interessa le fondazioni superficiali quali i plinti, fondati su terreni sciolti.

## Prove di carico
Dai risultati ottenuti con prove di carico risulta che un terreno sciolto inizialmente è interessato da una prima fase in cui si raggiunge un equilibrio elastico (carico critico), con proporzionalità tra carico e cedimento, successivamente facendo crescere il carico, subentra una seconda fase, nella quale i cedimenti crescono più rapidamente del carico stesso, a seguito del refluimento, con raggiungimento di una nuova condizione di equilibrio che si definisce equilibrio elastoplastico (carico di snervamento).
Incrementando ulteriormente il carico, si perviene ad una terza fase in cui la resistenza a taglio del terreno non è sufficiente a mantenere l'equilibrio (carico di rottura) e si possono verificare sprofondamenti del corpo di carico.